# Vloeiweide (Zundert)

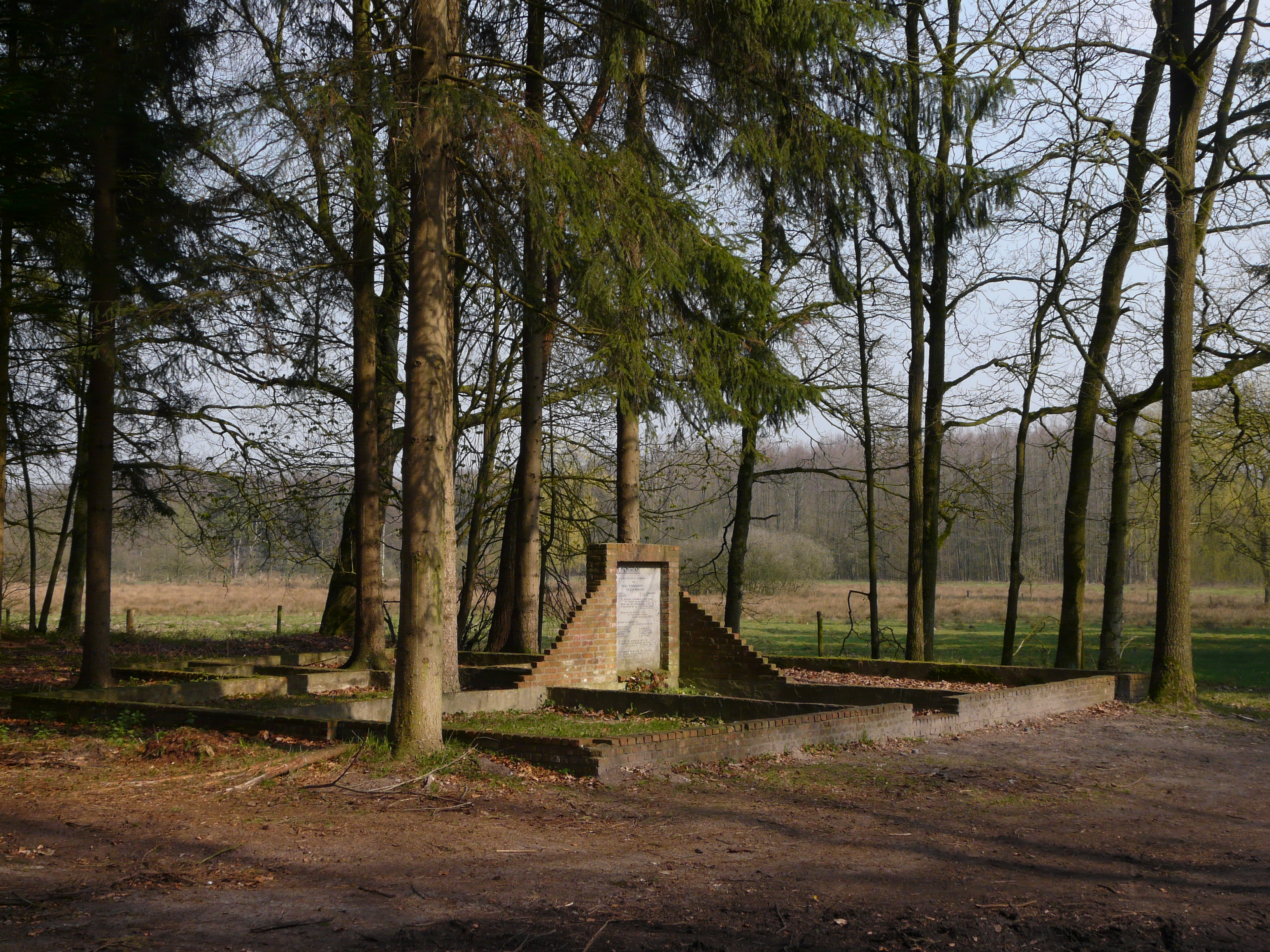
monument in de Vloeiweide

De Vloeiweide is de naam van een natuurgebied in de Nederlandse provincie Noord-Brabant dat zich bevindt tussen de dorpen Effen en Rijsbergen.
Het is eigendom van de Stichting Brabants Landschap en meet ongeveer 135 ha. In het begin van de 19e eeuw werd in dit gebied een bevloeiingssysteem aangelegd, bestaande uit een systeem van greppels die loodrecht op de door het gebied stromende Bijloop werden gegraven. Aldus werden de beemden bevloeid met min of meer voedselrijk water, zodat de opbrengst aan hooi toenam. De nabijgelegen heidegebieden werden enige jaren later beplant met grove den. Er ontstond een landgoedachtig gebied, gekenmerkt door lanen. In het begin van de 20e eeuw werd de Slingervijver aangelegd in Engelse landschapsstijl. Ook na de Tweede Wereldoorlog werd nog grove den aangeplant en werden ook populierenplantages aangelegd.
Op de Turfvaart, die ook langs het gebied stroomt, stond tot 1856 de IJzermolen van Rijsbergen, die vele jaren lang de hamers van een ijzerpletterij aandreef.
Op 4 oktober 1944 vond hier het drama De Post in de Vloeiweide plaats. Een monument nabij de betrokken boswachterswoning herinnert aan het gebeurde.

## Heden
Tegenwoordig wordt de Bijloop omzoomd door elzenaanplant, waardoor sprake is van een zogeheten houtwalbeek. Hier vindt men de weidebeekjuffer en de bosbeekjuffer. De beemden werden door beheersmaatregelen verschraald, beddingen werden uitgegraven en de drassige oevers werden opnieuw aangelegd. Als gevolg daarvan konden pilvaren en dwergviltkruid zich weer ontwikkelen. In het gebied is een wandeling uitgezet.
Naar het noorden toe sluit het aan op De Rith en naar het zuiden ligt het Hellegat en het klooster Bethanië. Ten oosten van het gebied liggen de Krabbenbosschen.